# Олимпият (станция метро)
Олимпият (тур. Olimpiyat) -- станция линии М9 Стамбульского метрополитена. Открыта 22 ноября 2013 года в составе шаттла линии М3 (İkitelli Sanayi-Olimpiyat). 29 мая 2021 года передана линии М9. Возле станции находится огромный Олимпийский стадион им. Ататюрка.

## Путевое развитие станции
|                     | Путь 1                       | неиспользуемый путь |
| Островная платформа |                              |                     |
| Путь 2              | в сторону станции Bahariye → |                     |
| Островная платформа |                              |                     |
| Путь 3              | неиспользуемый путь          |                     |